# Rotnica
Rotnica (lit. Ratnyčia, biał. Рацніча) − dawniej samodzielne miasteczko, następnie dwie odrębne wsie, a od 1991 południowo-zachodnia część miasta Druskieniki (lit. Druskininkai) na Litwie. Leży w rejonie druskienickim, w okręgu olickim, nad rzeką Rotniczanką. 8 km na południe od Rotnicy przebiega granica z Białorusią.

## Historia
Miasteczko Rotnica należało w końcu XVIII wieku do powieatu trockiego w województwa trockiego. W XIX wieku przynależało do gminy Merecz w powiecie trockim w guberni wileńskiej.
W związku z demarkacją granicy z Litwą Środkową w 1920 roku, północna część gminy Merecz weszła w skład Litwy Kowieńskiej, natomiast południowy fragment (na prawym brzegu Mereczanki) znalazł się głównie w strefie tzw. pasa neutralnego. Ponieważ południowa granica pasa neutralnego przebiegała na rzece Rotniczance, Rotnica została podzielona na dwie części, tworząc dwie odrębne wsie:

### Rotnica lewobrzeżna
Rotnica lewobrzeżna weszła w skład gminy Porzecze w powiecie grodzieńskim, który na mocy traktatu ryskiego przyłączono do województwa białostockiego. Według Powszechnego Spisu Ludności z 1921 roku wieś Rotnicę (lewobrzeżną) zamieszkiwało 150 osób, wśród których 126 było wyznania rzymskokatolickiego a 24 mojżeszowego. Jednocześnie wszyscy mieszkańcy zadeklarowali polską przynależność narodową. Było tu 27 budynków mieszkalnych. 16 października 1933 Rotnica lewobrzeżna utworzyła gromadę Rotnica w gminie Porzecze.

### Rotnica prawobrzeżna
Rotnica prawobrzeżna znalazła się w strefie pasa neutralnego, który w lutym 1923 w myśl decyzji Rady Ambasadorów przyznano Polsce i (bez formalnego statusu gminy) dołączono do przyległego powiatu grodzieńskiego  w woj. białostockim. Dopiero w 1925 roku z omawianego obszaru (oraz z południowej części dawnej gminy Orany) powstała nowa gmina Marcinkańce w powiecie grodzieńskim w woj. białostockim, w skład której weszła Rotnica prawobrzeżna. W Rotnicy znajdował się początkowo urząd gminy Marcinkańce, później przeniesiony do Marcinkaniec. 16 października 1933 Rotnica prawobrzeżna (wraz z Nowosiółkami) utworzyła gromadę Rotnica w gminie Marcinkańce.

### Po II wojnie światowej
Po wojnie obie rozłączone wsie przypadły Litewskiej SRR w ZSRR, gdzie ponownie zostały połączone. Od 1991 ponownie w niezależnej Litwie. 31 grudnia 1991 Rotnicę (bez wschodnich fragmentów) włączono do Druskienik.

## Zabytki
- Kościół Św. Bartłomieja z 1910(inne języki)

## Znani ludzie
- Jan Czeczot,  polski poeta, tłumacz i etnograf − zmarł w Rotnicy 23 sierpnia 1847
- Mikalojus Konstantinas Čiurlionis, litewski kompozytor, malarz i grafik − mieszkał w Rotnicy w latach 1876−1878
- Antoni Kuryłłowicz, polski ksiądz − pochowany w grobie rodzinnym w Rotnicy

## Galeria

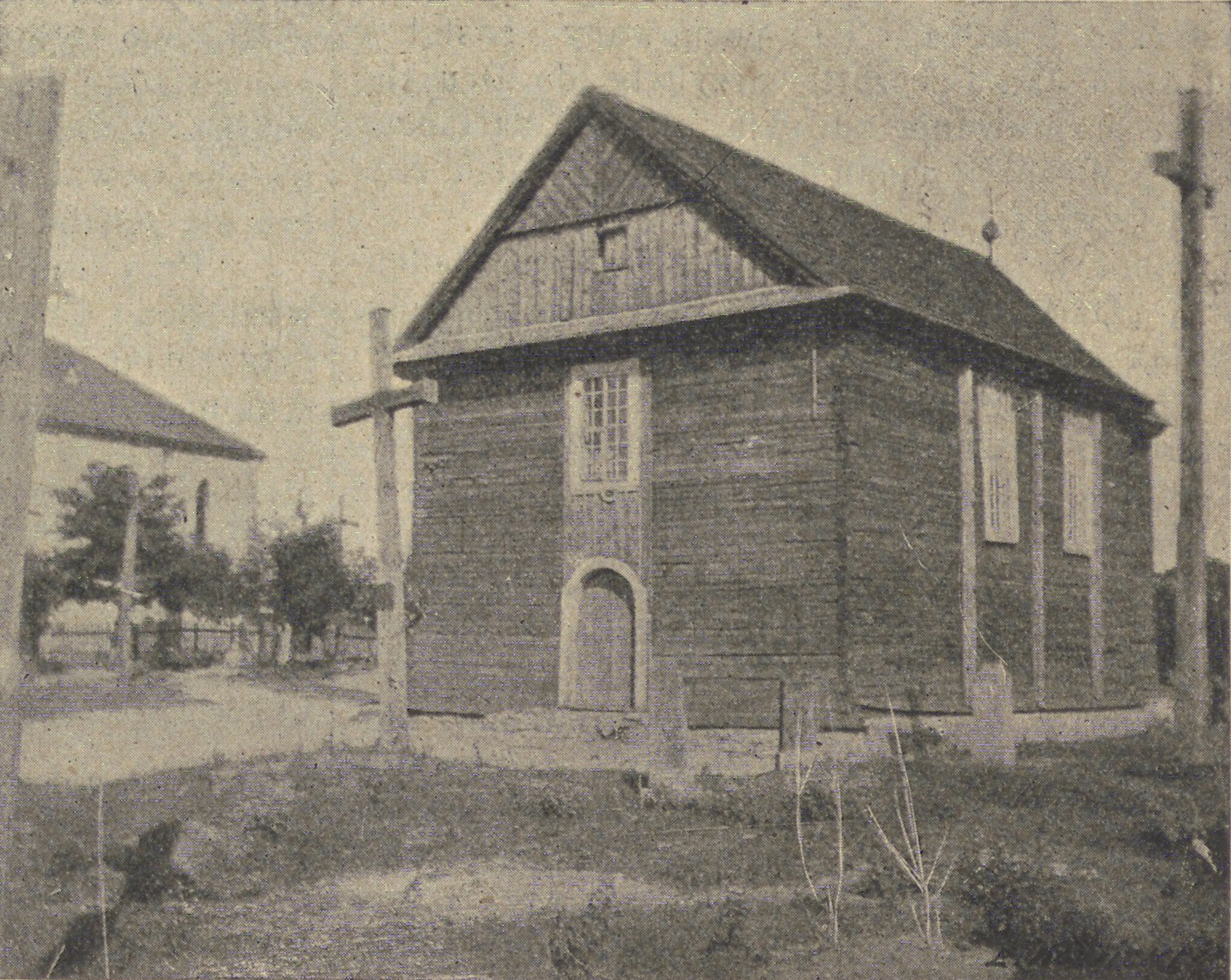
Stary kościół św. Bartłomieja w Rotnicy (projekt E. Nowickiego z 1908)
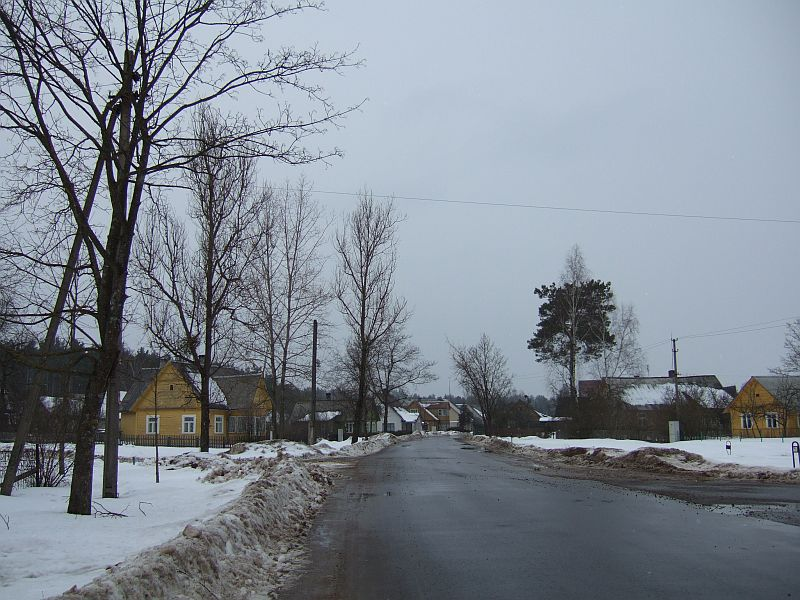
Ulica w Rotnicy
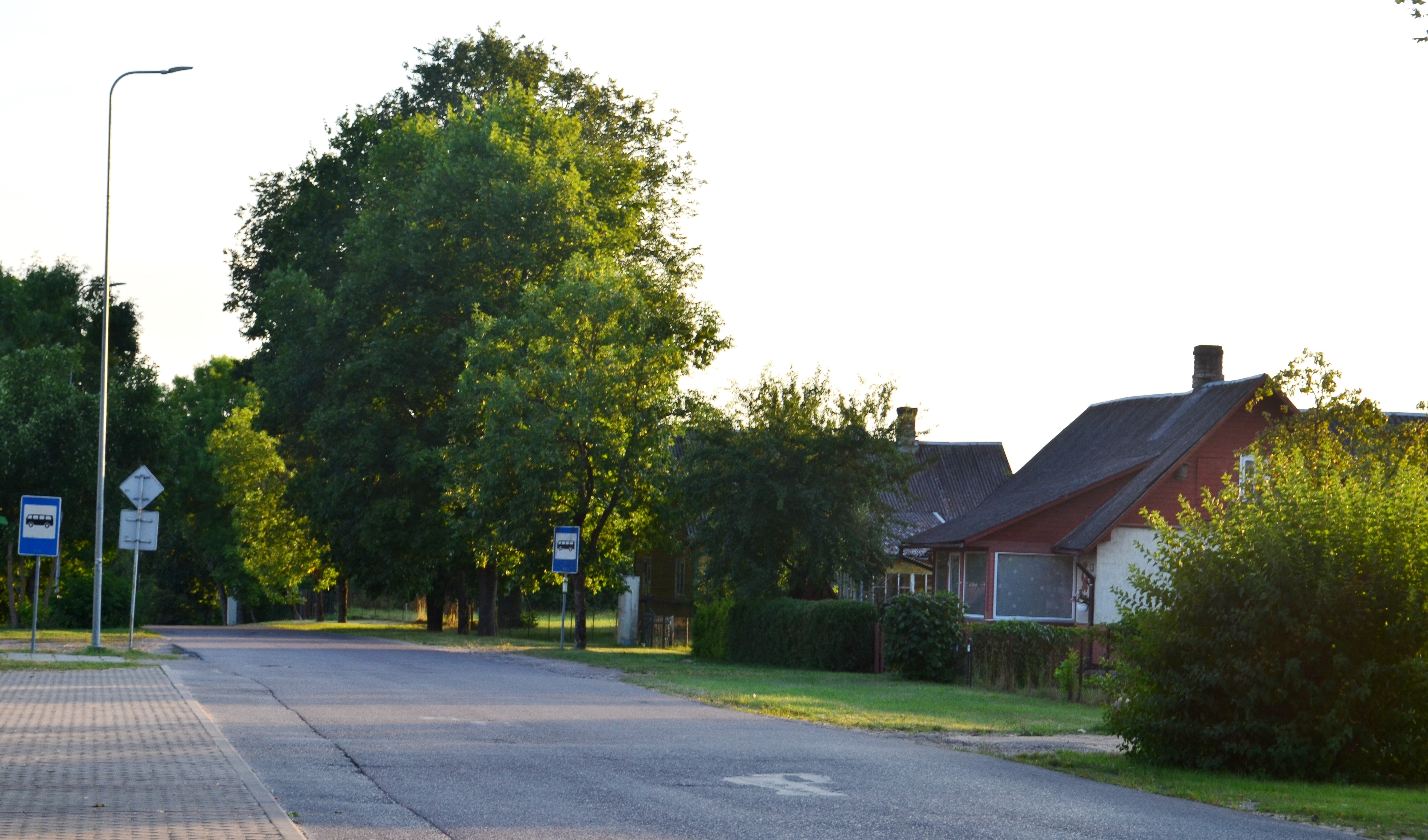
Ulica w Rotnicy
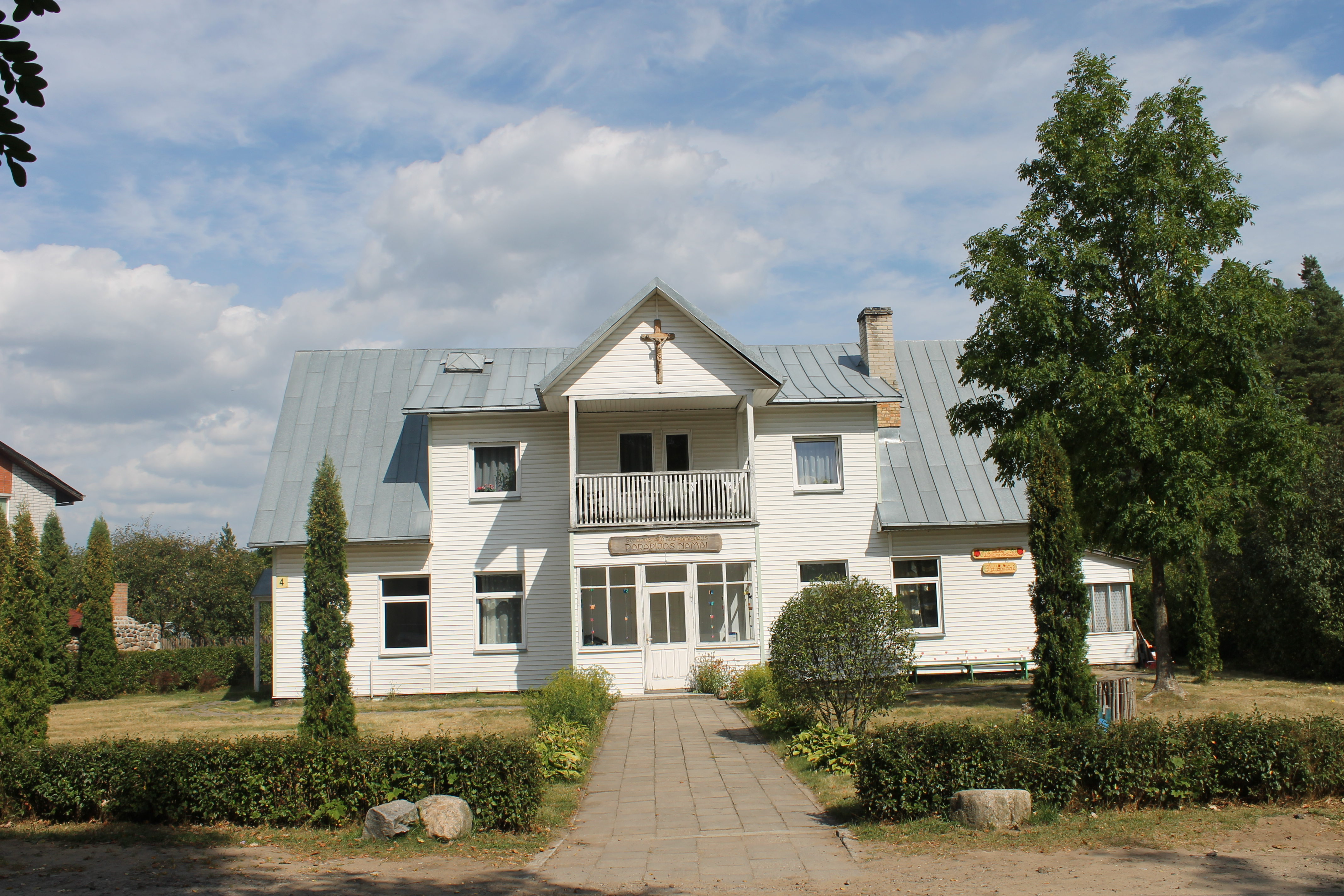
Dom parafialny w Rotnicy
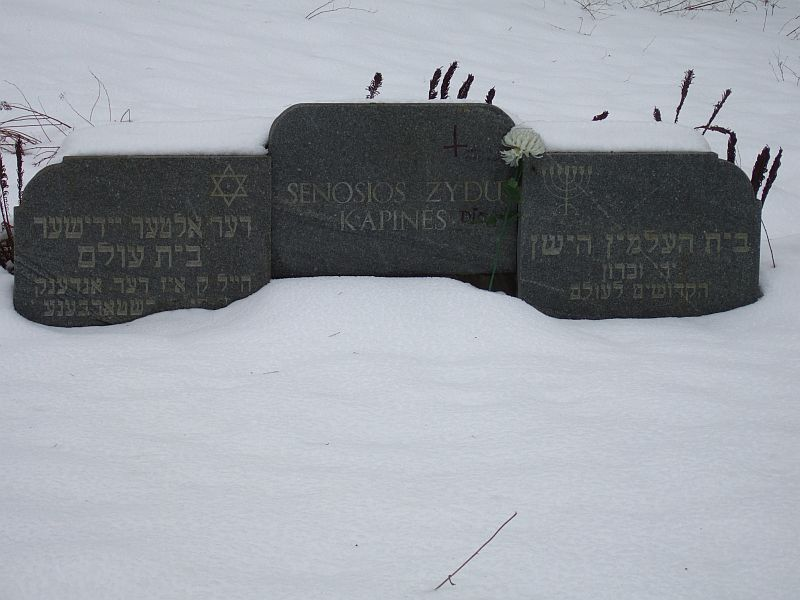
Pomnik na cmentarzu żydowskim
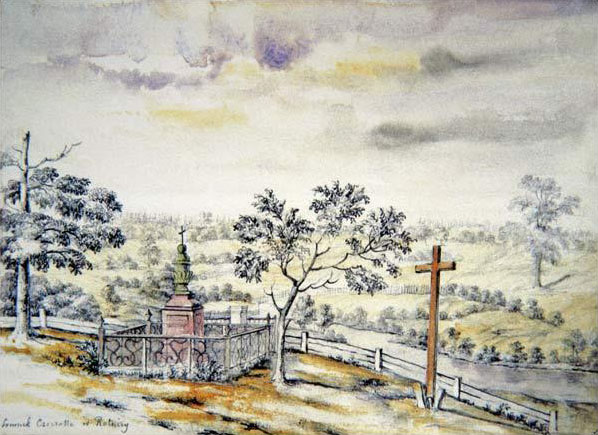
Cmentarz w Rotnicy (obraz Napoleona Ordy z 2 poł. XIX w.)